# Het houten kistje
Het houten kistje is het achtste verhaal uit de reeks Dag en Heidi.  Het verhaal verscheen integraal in weekblad Ohee nummer 314 op 19 april 1969. Het werd uitgegeven in albumvorm door Standaard Uitgeverij in 1981 als nummer 5 in de reeks.

## Personages
- Dag
- Heidi
- Inga
- de Arabier
- Knut
- Lars
- Black

## Verhaal
In een droom ziet Dag een vreemdeling die om hulp roept. Als hij wakker wordt in het midden van de nacht, besluit hij om samen met de hond Black buiten te gaan kijken. Hij vindt daar inderdaad de vreemdeling uit zijn droom. De man blijkt een Arabier te zijn uitgeput van een lange reis. Dag helpt de Arabier naar de ruïne waar hij kan uitrusten. De man is Dag dankbaar dat hij de jongen een houten kistje in bewaring geeft. Het enige wat de Arabier tegen hem zegt is dat het kistje een schat bevat die de hebzucht van velen zal opwekken. Wat ze niet weten is dat ze bespied werden door twee zwervers Lars en Knut.
Wanneer Dag weer in bed kruipt, duwt hij per ongeluk het kistje van zijn nachtkastje. Dag ziet dat er een waskaars uitgerold met een erg bijzondere geur. Hij snapt niet waarom de Arabier hier zoveel belang aan zou kunnen hechten. Hij besluit om het de volgende dag aan de Arabier te vragen. Als hij de volgende ochtend ontwaakt, ziet hij dat het kistje verdwenen is. Hij kijkt overal op de vloer en vindt er een rolletje perkament. Hij geraakt echter niet wijs uit de vreemde tekens die er op staan. In de tuin vindt hij Heidi en Inga die het kistje hebben. Zij vertellen Dag dat ze het kistje gevonden hebben in de tuin. Dag vertelt dat er ook nog een waskaars moet zijn. Na allen te zoeken, vindt Inga de kaars. Wat ze niet weten is dat ze bespied werden door Lars en Knut. Het zijn zij die het kistje hadden weggenomen, maar toen ze zagen dat er niets van waarde in zat hadden ze het laten vallen in de tuin.
Dag wordt later benaderd door zijn zusje die wil weten waarom haar broer zoveel belang hecht aan dat kistje. Dag wil Heidi eerst niet in een mogelijk gevaar avontuur betrekken, maar Heidi dringt aan. Hij kan haar moeilijk iets weigeren en vertelt het hele verhaal. Heidi besluit om met haar broer mee te gaan die avond naar de Arabier in de ruïne. Als de kinderen naar de ruïne trekken, lopen ze echter in de armen van Lars en Knut. De boeven dwingen de kinderen om het houten kistje te overhandigen. Als Lars het opent, valt het kaarsje er uit. Hier hebben ze geen interesse in en manen de kinderen aan om weg te gaan. Heidi valt, maar dit was eigenlijk een manier om ongemerkt de kaars van de grond op te rapen.
Als ze bij de Arabier komen is deze gelukkig dat de kinderen zowel het perkament als de kaars bij zich hebben. Hij vertelt hen het hele verhaal hoe hij in een oud boek ontdekte dat er de ruïne waarin ze zich bevinden een schat verborgen moest zijn. De sleutel was een houten kistje waarin een kaars en een perkament zat met een toverspreuk. Na een lange speurtocht vond hij het bewuste kistje in een rommelig winkeltje. De Arabier neemt Dag en Heidi mee naar de kelders. Na door een doolhof van gangen te hebben gewandeld, ontsteekt de Arabier de kaars en leest de toverspreuk. Als bij toverslag ontstaat er een steile stenen trap naar beneden met zand en stenen aan beide kanten opgehoopt. Deze geheime plaats zal onthuld blijven zolang de kaars brandt. Eens de kaars uit, zou alles instorten.
Als het drietal naar beneden is afgedaald, vinden ze een reusachtige schat van goud, edelstenen en juwelen die in grote schalen liggen gedragen door stenen beelden. De Arabier zegt dat Dag zoveel mag nemen als hij wil. Dag wil graag omdat hij dan zoveel zou kunnen kopen voor Heidi. Heidi vertelt Dag dat ze niets van de schat wil. Ze herinnert haar broer eraan dat hun vader hen had geleerd om tevreden te zijn met wat ze hebben en ze toch gelukkig zijn bij oom Sven en tante Karin, hun pleegouders. Dag zegt dat ze gelijk heeft en neemt enkel een ring als geschenk voor tante Karin omdat zij zo goed voor hen zorgt. De Arabier zegt dat hij later zal terugkomen om de schatten op te graven.
Na te verdwalen, loopt het drietal de twee boeven tegen het lijf. Hoewel de kinderen zeggen dat ze beter de uitgang moeten zoeken, weten Lars en Knut de Arabier te overtuigen om terug te gaan voor de schat. De Arabier zijn goudkoorts is echter voorbij wanneer hij een visioen krijgt waarin hij ziet waar zijn hebzucht toe zou kunnen leiden. Ook Dag en de boeven krijgen een visioen. Ook Dag is nu helemaal overtuigd van het gelijk van Heidi en belooft haar dat hij nooit meer zal verlangen naar rijkdom en hard zal werken voor de dingen zie ze nodig hebben. De twee mannen zijn niet te overreden en vullen un zakken met de kostbaarheden. Maar de kaars begint op te raken. De boeven beseffen dat ze de anderen moeten volgen terug naar boven willen ze niet levend worden begraven. Ze zijn verplicht om de kostbaarheden achter te laten. Allen hebben nu een les geleerd, ook Knut en Lars. Ze verontschuldigen zich voor de last die ze de Arabier en de kinderen hebben bezorgd. De Arabier vraagt zich af hoe hij thuis moet komen zonder geld. Dag schenkt hem de ring. De Arabier zegt dat hij voor dit gebaar ooit zal beloond worden.
Na afscheid te hebben genomen gaan de kinderen naar bed. Het is pas middag als Dag ontwaakt en vindt tante Karin, Heidi en Inga bij zijn bed. Hij kan het niet geloven als tante hem vertelt dat hij erg ziek is geweest en aan het ijlen was. Heidi en Inga vertellen dat ze bij de oude abdij een ring hebben gevonden. Het is de ring die Dag aan de Arabier had geschonken. Mogelijk was dit avontuur een droom.